# 上贝拉省

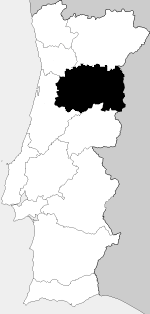
黑色区域為上貝拉省

上貝拉（葡萄牙語：Beira Alta，葡萄牙語發音：[bɐiɾɐ aɫtɐ]）是葡萄牙歷史上的一个省份，成立於1832年，現今為中部大區的一部分。